# آلبرت اسمیت (بازیکن فوتبال، زاده ۱۹۰۰)
آلبرت اسمیت (انگلیسی: Albert Smith؛ زادهٔ ۲۲ آوریل ۱۸۹۸) بازیکن فوتبال اهل بریتانیا است.
از باشگاه‌هایی که در آن بازی کرده‌است می‌توان به باشگاه فوتبال برادفورد سیتی و باشگاه فوتبال هادرزفیلد تاون اشاره کرد.